# Hold Me Tight (court métrage)
Pour les articles homonymes, voir Hold Me Tight (homonymie).
Pour plus de détails, voir Fiche technique et Distribution.
Hold Me Tight est un film d'animation de court métrage franco-belge réalisé par Mélanie Robert-Tourneur et sorti en 2021.

## Fiche technique
- Titre anglais : Hold Me Tight
- Réalisation : Mélanie Robert-Tourneur
- Scénario : Mélanie Robert-Tourneur
- Décors :
- Costumes :
- Animation :
- Photographie :
- Montage : Liyo Gong
- Musique : Lucas Verreman
- Son :
- Producteur : Viviane Vangleteren et Claire Beffa
- Société de production : Vivi Film et La Clairière Production
- Société de distribution : Miyu Distribution
- Pays d'origine :  Belgique et  France
- Langue originale : sans dialogue
- Format : couleur
- Genre : Animation
- Durée : 6 minutes
- Dates de sortie :
  - États-Unis : 16 mars 2021 (South by Southwest)
  - France : 14 juin 2021 (Annecy)

## Distinctions
- 2021 : Prix Jean-Luc Xiberras de la première œuvre pour un court métrage au festival international du film d'animation d'Annecy